# 土佐堀
土佐堀（とさぼり）は、大阪府大阪市西区の町名。現行行政地名は土佐堀一丁目から土佐堀三丁目。

## 地理
大阪市西区の北部に位置。北は土佐堀川を挟んで北区中之島、南は江戸堀及び江之子島、西は木津川を挟んで川口、東は中央区北浜にそれぞれ接する。

### 河川

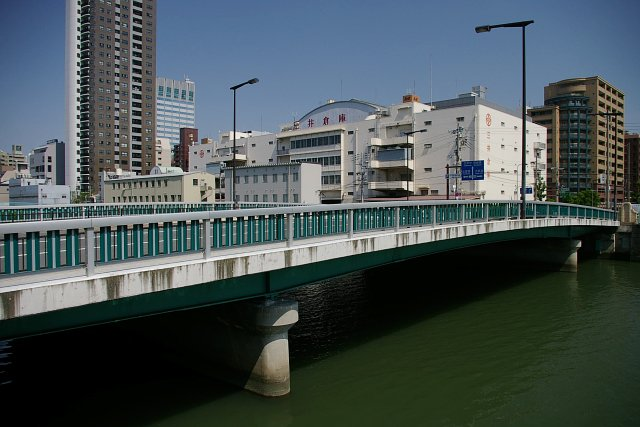
土佐堀橋

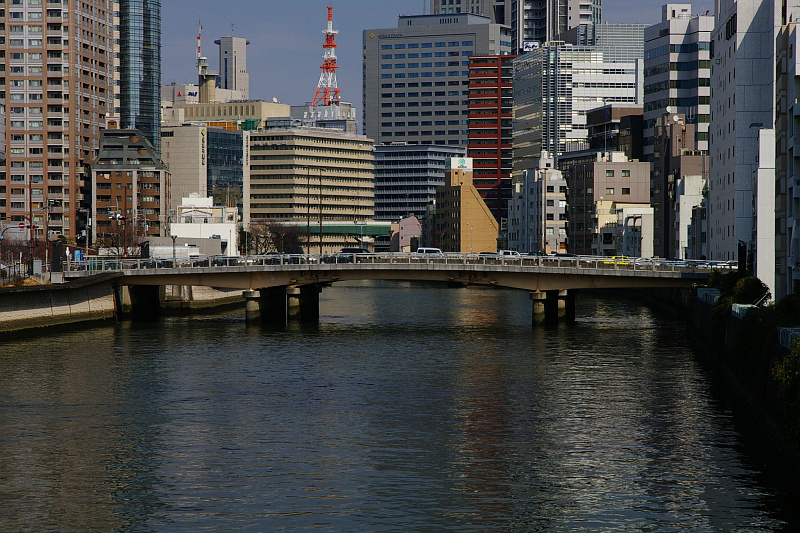
常安橋

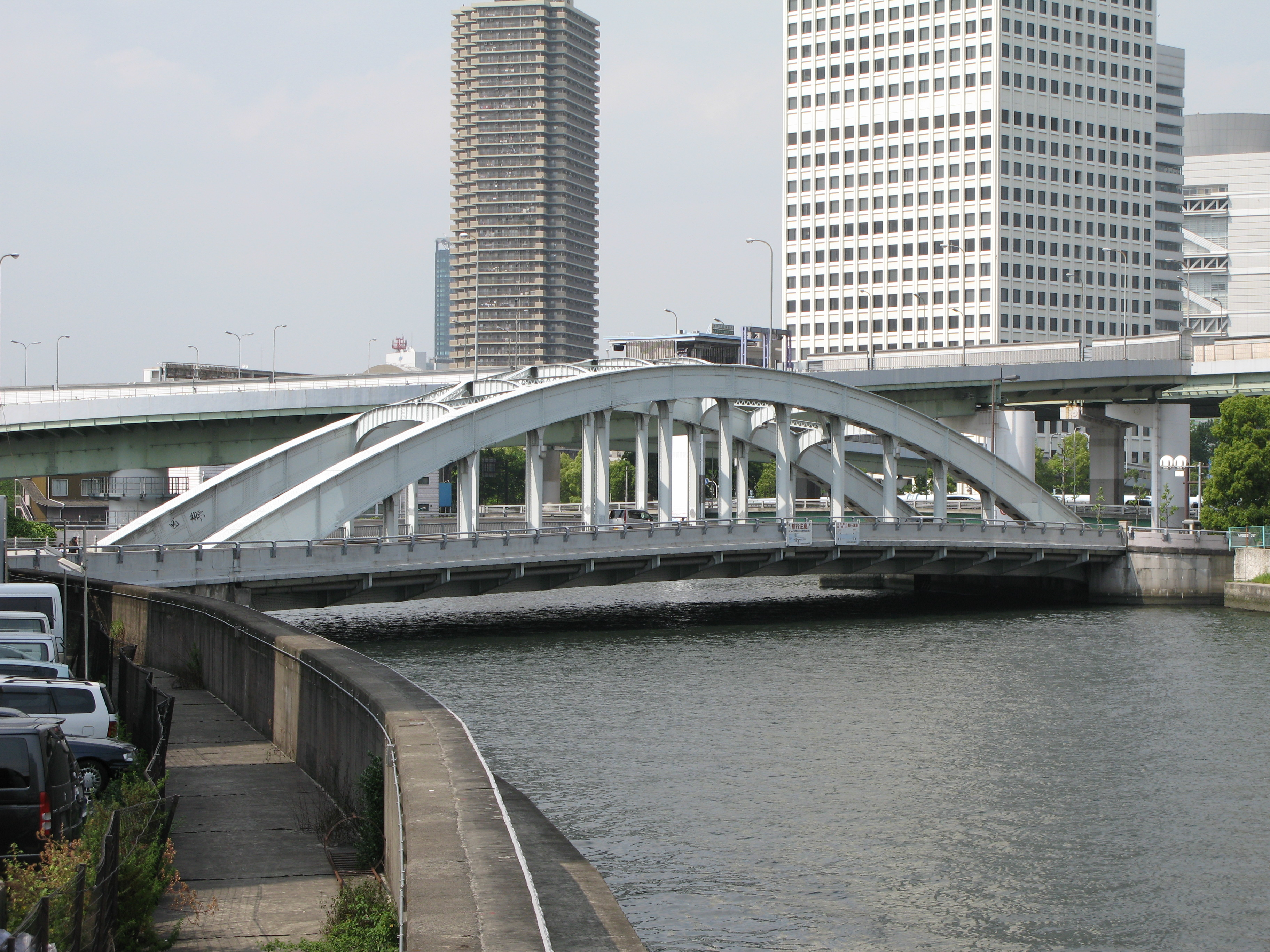
昭和橋

- 土佐堀川（旧淀川）
- 木津川

## 歴史

### 地名の由来
町域が大川の分流である土佐堀川左岸に沿って位置することに由来。『大阪市史』によると、この付近は豊臣期に土佐国の商人が群居した土佐座の地といわれ、これによって河川名を土佐堀川と名づけたと伝えられている。
徳川期の土佐堀は諸藩の蔵屋敷が立ち並ぶ場所に変化したが、土佐藩は土佐堀ではなく長堀川下流の白髪町に蔵屋敷を置いたため、鰹節や材木といった土佐国の産物を扱う問屋も白髪町・橘町・出口町・長堀富田屋町などに軒を連ねるようになった。

### 町名の変遷
江戸時代の町名は、玉水町・白子町（しろこまち）・土佐堀1 - 2丁目・崎吉町の江戸堀川以北（江之子島側を除く）となっていた。
1872年（明治5年）に土佐堀通1 - 5丁目に改編。1961年（昭和36年）に江戸堀北通3 - 5丁目を編入。1977年（昭和52年）に土佐堀1 - 3丁目の現行行政地名を実施。

## 世帯数と人口
2019年（平成31年）3月31日現在の世帯数と人口は以下の通りである。
| 丁目         | 世帯数    | 人口    |
| ------------ | --------- | ------- |
| 土佐堀一丁目 | 362世帯   | 442人   |
| 土佐堀二丁目 | 350世帯   | 631人   |
| 土佐堀三丁目 | 581世帯   | 851人   |
| 計           | 1,293世帯 | 1,924人 |

### 人口の変遷
国勢調査による人口の推移。
| 1995年（平成7年）  | 943人   | [ 5 ] |  |
| 2000年（平成12年） | 815人   | [ 6 ] |  |
| 2005年（平成17年） | 1,277人 | [ 7 ] |  |
| 2010年（平成22年） | 2,001人 | [ 8 ] |  |
| 2015年（平成27年） | 1,968人 | [ 9 ] |  |

### 世帯数の変遷
国勢調査による世帯数の推移。
| 1995年（平成7年）  | 484世帯   | [ 5 ] |  |
| 2000年（平成12年） | 458世帯   | [ 6 ] |  |
| 2005年（平成17年） | 871世帯   | [ 7 ] |  |
| 2010年（平成22年） | 1,368世帯 | [ 8 ] |  |
| 2015年（平成27年） | 1,267世帯 | [ 9 ] |  |

## 学区
市立小・中学校に通う場合、学区は以下の通りとなる。なお、小学校・中学校入学時に学校選択制度を導入しており、通学区域もしくは隣接する校区の小学校・中学校から選択することも可能。
| 丁目         | 番   | 小学校               | 中学校               |
| ------------ | ---- | -------------------- | -------------------- |
| 土佐堀一丁目 | 全域 | 大阪市立西船場小学校 | 大阪市立花乃井中学校 |
| 土佐堀二丁目 | 全域 | 大阪市立西船場小学校 | 大阪市立花乃井中学校 |
| 土佐堀三丁目 | 全域 | 大阪市立西船場小学校 | 大阪市立花乃井中学校 |

## 事業所
2016年（平成28年）現在の経済センサス調査による事業所数と従業員数は以下の通りである。
| 丁目         | 事業所数  | 従業員数 |
| ------------ | --------- | -------- |
| 土佐堀一丁目 | 230事業所 | 5,486人  |
| 土佐堀二丁目 | 58事業所  | 4,028人  |
| 土佐堀三丁目 | 28事業所  | 444人    |
| 計           | 316事業所 | 9,958人  |

## 施設

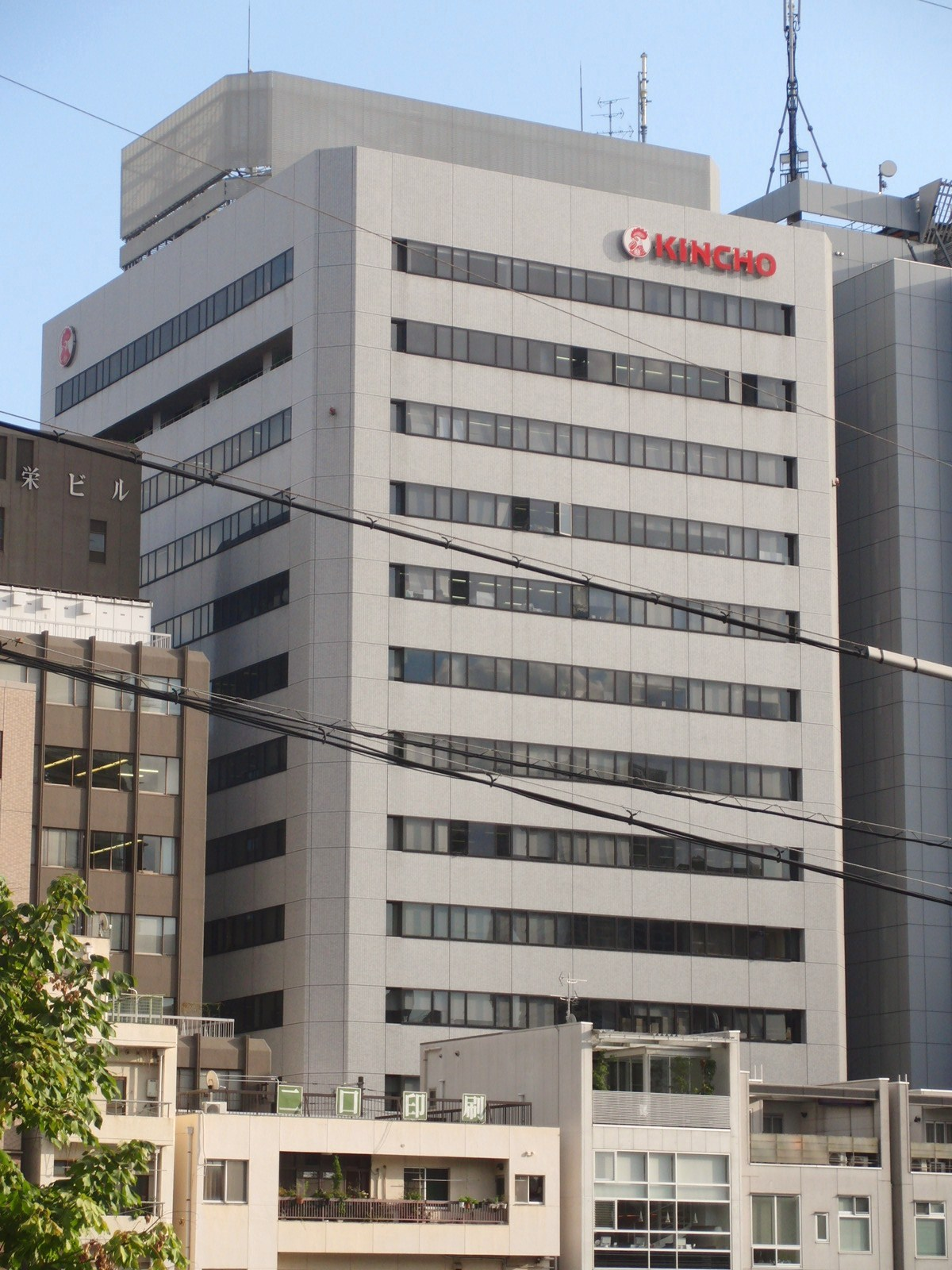
大日本除虫菊本社

### 教育機関
- 大阪YMCA国際専門学校

### 社寺
- 高野寺

### その他
- アパホテル大阪肥後橋駅前
- 大日本除虫菊本社
- 土佐堀ダイビル
- パークタワー大阪中之島フロント

## 交通

### 鉄道
- 大阪市高速電気軌道 (Osaka Metro) 肥後橋駅

### 道路
高速道路
- 阪神高速1号環状線
  - 土佐堀出口
- 阪神高速3号神戸線

主要地方道
- 大阪府道41号大阪伊丹線（なにわ筋）
- 大阪府道29号大阪臨海線（新なにわ筋・土佐堀通）
- 大阪市道南北線（四つ橋筋）
- あみだ池筋

### 橋梁
- 肥後橋 - 四つ橋筋
- 土佐堀橋 - あみだ池筋
- 常安橋 - なにわ筋
- 湊橋 - 新なにわ筋
- 筑前橋
- 越中橋
- 昭和橋 - 土佐堀通

## その他

### 日本郵便
- 〒：550-0001[3]（集配局：大阪西郵便局[12]）